# Majer Balaban

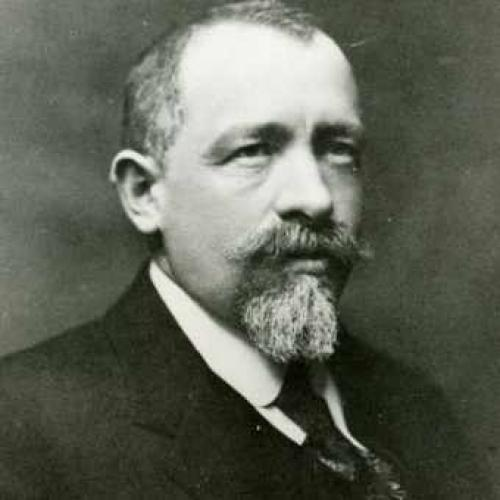
Majer Balaban (um 1910)

Majer Balaban (Meir Balaban, Majer Samuel Bałaban, Meyer Samuel Balaban; * 20. Februar 1877 in Lemberg, Österreich-Ungarn; † 26. Dezember 1942 im Warschauer Ghetto) war der Begründer der modernen jüdischen Historiographie in Polen. Er war der erste Historiker, der christliche, jüdische und polnische Quellen sowie rabbinische Responsen für seine Studien benutzte. 
Balaban unterrichtete an verschiedenen jüdischen Schulen in Galizien und lehrte ab 1928 an der Warschauer Universität jüdische Geschichte und war Mitbegründer des Instituts für jüdische Studien in Warschau.

## Leben

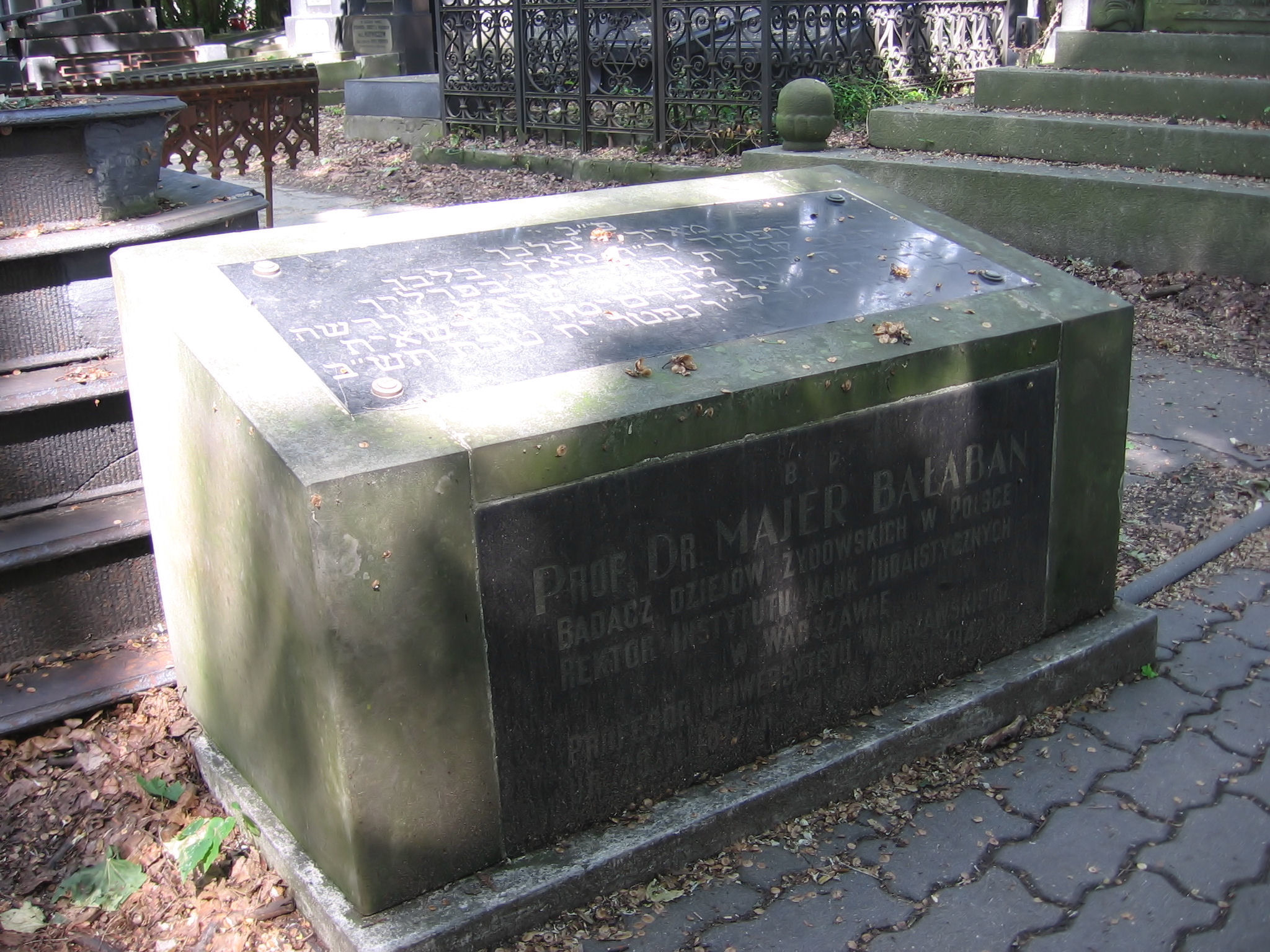
Das Grab Majer Balabans auf dem jüdischen Friedhof in Warschau

Majer Bałaban wurde in Lemberg als Sohn einer angesehenen, aber unvermögenden jüdischen Familie geboren. Er besuchte eine deutschsprachige Mittelschule und daneben den Unterricht in einer jüdischen Schule. Er begann 1895 Jura zu studieren, musste seine Studien jedoch aus finanziellen Gründen abbrechen und unterrichtete in den Baron Hirsch Schulen. 1900 nahm er sein Studium in Lemberg wieder auf und studierte Geschichte bei Ludwik Finkel, dem Herausgeber von Kwartalnik Historyczny, wo Balaban ab 1903 veröffentlichte. 1904 reichte er seine Dissertation über die Juden von Lemberg an der Wende vom 16. zum 17. Jahrhundert ein, die 1906 unter dem Titel Żydzi lwowscy na przełomie XVIgo i XVIIgo wieku erschien. Danach unterrichtete er in Mittelschulen. Im Ersten Weltkrieg diente er als Feldgeistlicher in der österreichischen Armee.
Balaban veröffentlichte hunderte von Arbeiten in Polnisch, Deutsch, Russisch, Hebräisch und Jiddisch, davon etwa 70 quellenorientierte historische Arbeiten, zahlreiche Zeitschriften-Artikel zur Geschichte des polnischen Judentums, ca. 150 Artikel für die Jewrejska Enzyklopedja sowie Studien zur Vierländersynode für die elfbändige russische Geschichte der Juden (1914). Er war ein aktiver Zionist und schrieb Leitartikel für die zionistische Wochenschrift Wos'chod und unterrichtete Religion an verschiedenen jüdischen Schulen in Galizien. 1918 bis 1920 war er Leiter der Jüdischen Hochschule in Tschenstochau, 1920 bis 1930 Direktor des Rabbinerseminars Tachkemoni in Warschau. 1924 gab er eine wissenschaftlich-literarische Zeitschrift, Nowe Życie, heraus. Ab 1928 lehrte er an der Universität Warschau, wo er 1936 Assistenzprofessor wurde.
Balaban starb im Warschauer Ghetto und fand seine letzte Ruhestätte auf dem Jüdischen Friedhof an der Okopowa-Straße in Warschau.

## Werke (Auswahl)
Erscheinungsjahr bekannt

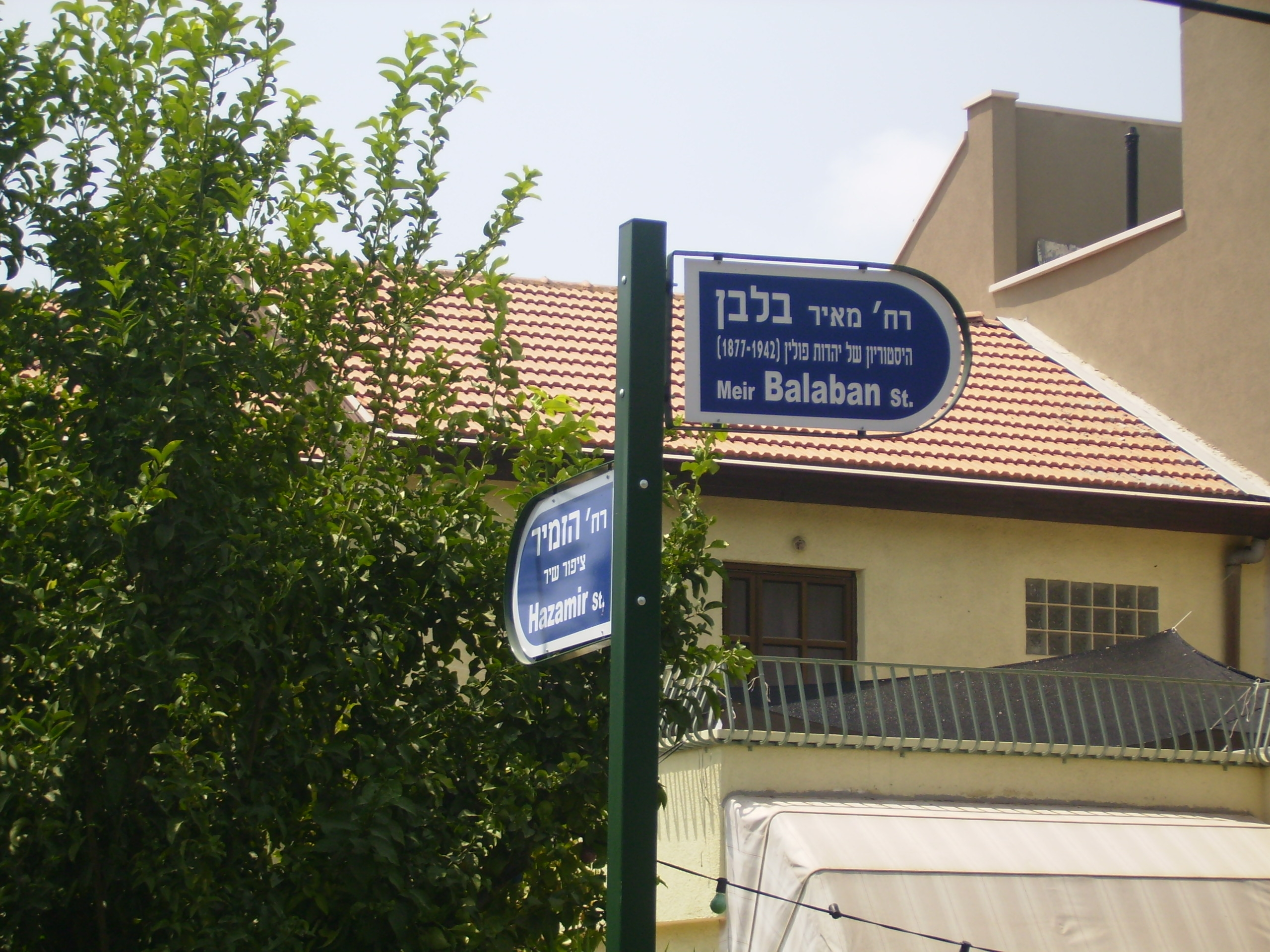
Nach Majer Balaban benannte Straße in Cholon, Israel

- Die Juden in Lemberg an der Wende vom 16. zum 17. Jahrhundert, 1906
- Die Judenstadt von Lublin, 1919
- Geschichte und Literatur der Juden, 1924/1925, 3 Bde.
- Kulturdenkmäler der Juden in Polen, 1929
- Die Geschichte der Juden in Krakau und Kazimierz 1304-1868, 1931–1936, 2 Bde.
- Le-Toledot ha-Tenu ach ha-Frankit, 1934–1935, 2 Bde.

Ohne Jahr
- Geschichte der Ritualmordanklagen
- Herz Homberg
- Verfassungsgeschichte der Juden in Polen